# Sarphatistraat 9
Het gebouw Sarphatistraat 9 bestaat uit een herenhuis aan de Sarphatistraat te Amsterdam-centrum.
Het gebouw werd opgetrokken volgens het ontwerp van (vermoedelijk) architect Willem Hamer. De eerste bewoner van het gebouw en waarschijnlijk ook de opdrachtgever was diamantair Andries Salomon van Wezel, tevens kunstverzamelaar en mecenas. Het huis is gebouwd in de neorenaissancebouwstijl met een gelijkend Frans balkon, die toen gangbaar was. Opvallend aan het gebouw is het gebruik van geelgekleurde natuursteen.  
Het gebouw haalde de status rijksmonument omdat ook de buurpanden Sarphatistraat 7 en Sarphatistraat 11 bescherming verdienden vanwege de culturele status. Wellicht telde mee, dat de oorspronkelijke gebouwen Sarphatistraat 1-3 (sierrijk gebouw), Sarphatistraat 5 (sierrijk gebouw) en Sarphatistraat 13-15 (sierrijk gebouw) al gesloopt waren om plaats te maken voor nieuwbouw. Het historisch besef dat moest zorgen voor behoud van deze kant van de Sarphatistraat kwam pas na die nieuwbouw. 

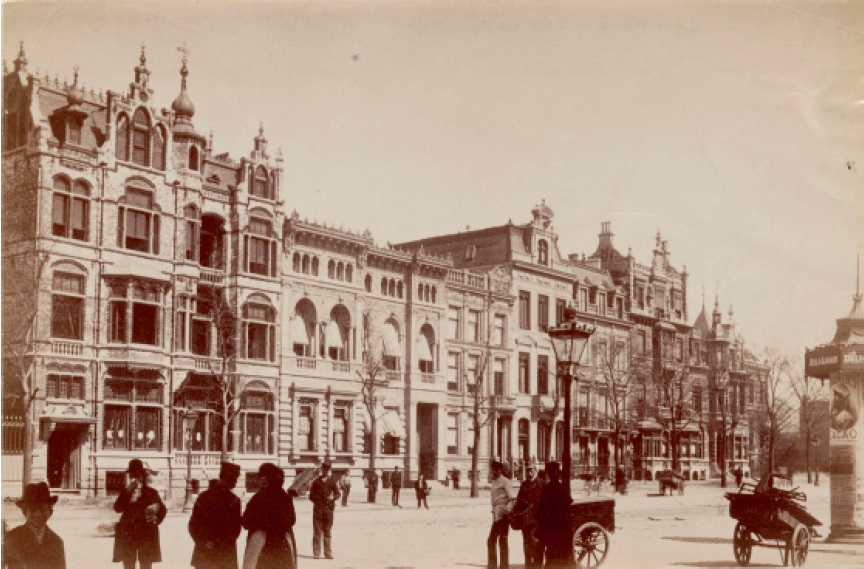
Opgenomen in een rijtje luxe woonhuizen Sarphatistraat 1-15 in 1890